# 니콜라 잘레프스키
니콜라 잘레브스키(폴란드어: Nicola Zalewski, 2002년 1월 23일 ~ )는 폴란드의 축구 선수로, 현재 이탈리아 세리에 A의 아탈란타에서 풀백, 윙백로 뛰고 있다.
그는 이탈리아에서 태어나고 자랐으나, 부모의 국적인 폴란드 국가대표팀을 선택하여 뛰고 있다.